# Irish Open 1957
Die Irish Open 1957 waren die 44. Austragung dieser internationalen Meisterschaften von Irland im Badminton. Sie fanden vom 15. bis zum 16. Februar 1957 in Londonderry statt.

## Finalresultate
| Disziplin    | Sieger                     | Finalist                       | Ergebnis           |
| ------------ | -------------------------- | ------------------------------ | ------------------ |
| Herreneinzel | Eddy Choong                | Oon Chong Teik                 | 15–7, 15–12        |
| Dameneinzel  | Iris Rogers                | Heather Ward                   | 12–9, 11–12, 11–1  |
| Herrendoppel | Eddy Choong Oon Chong Teik | Tony Jordan John Best          | 15–7, 15–8         |
| Damendoppel  | Iris Rogers June Timperley | Heather Ward Barbara Carpenter | 18–13, 11–15, 15–2 |
| Mixed        | Tony Jordan June Timperley | John Best Iris Rogers          | 11–15, 18–17, 15–6 |